# Johan Kappelhof
Johan Kappelhof (Ámsterdam, 5 de agosto de 1990) es un futbolista neerlandés que juega de centrocampista o defensa. Su equipo es el Safa S. C. de la Primera División de Líbano.
Ha jugado internacionalmente con las divisiones inferiores de la selección de Países Bajos.

## Carrera

### AFC Ajax
Kappelhof comenzó su carrera deportiva en el FC Amstelland (más tarde llamado SV Amstelland United). En 1999 fue descubierto por el AFC Ajax y compitió en las categorías inferiores de este club, en el B1, A2 y en el A1. En total en las jóvenes promesas del Ajax consiguió jugar un promedio de 23 partidos, no anotó ningún gol debido a su condición defensiva.[cita requerida]

### FC Groningen
En la temporada 2011/2012 el FC Groningen se hizo con los servicios del jugador en una transferencia libre desde el Ajax. Hizo su debut el 20 de agosto de 2011 en un partido fuera de casa contra el NAC Breda. En ese partido, que no viajó siquiera en el autobús del equipo, acabó entrando en la convocatoria ante la indisposición de Tom Hiariej.[cita requerida] Debido a la ausencia de Hiariej, entró en varias convocatorias más, llegando a jugar varios partidos. En la temporada 2012/2013 Johan participó en numerosos partidos, bien como lateral derecho o como defensa central. Su progresión siguió en la temporada 2013/2014, fue titular indiscutible en el equipo neerlandés.

### Chicago Fire
Se unió al Chicago Fire en la temporada 2016. Jugó el encuentro de la MLS All Stars en 2017. Dejó el club para la temporada 2019, pero fue re-contratado a comienzos de esta.

## Clubes
| Club            | País           | Año       |
| --------------- | -------------- | --------- |
| F. C. Groningen | Países Bajos   | 2011-2016 |
| Chicago Fire    | Estados Unidos | 2016-2021 |
| Real Salt Lake  | Estados Unidos | 2022      |
| Safa S. C.      | Líbano         | 2023-     |

## Palmarés

### Títulos nacionales
| Título                   | Club            | País         | Año  |
| ------------------------ | --------------- | ------------ | ---- |
| Copa de los Países Bajos | F. C. Groningen | Países Bajos | 2015 |